# Europamästerskapen i 10 meter luftvapen 2025
Europamästerskapen i 10 meter luftvapen 2025 hölls mellan den 1 och 13 mars 2025 i Osijek i Kroatien. Junior-EM i i 10 meter luftvapen arrangerades samtidigt. Mästerskapet bestod av tävlingar i skyttegrenarna luftgevär och luftpistol från distansen 10 meter. 325 sportskyttar från 42 nationer deltog i seniortävlingen och 331 sportskyttar från 40 nationer deltog i juniortävlingen.

## Medaljörer

### Seniorer

#### Luftgevär
| Gren                 | Guld                                                             | Guld   | Silver                                                  | Silver | Brons                                                       | Brons   |
| Herrar               |                                                                  |        |                                                         |        |                                                             |         |
| 10 m luftgevär       | Serhij Kulisj Ukraina                                            | 252,0  | Ilja Marsov · AIN                                       | 251,7  | Miran Maričić Kroatien                                      | 229,6   |
| 10 m luftgevär, lag  | Tjeckien Filip Nepejchal Aleš Entrichel Jiří Přívratský          | 1890,1 | Kroatien Petar Gorša Miran Maričić Josip Sikavica       | 1888,8 | Österrike Patrick Diem Martin Strempfl Thomas Mathis        | 1885,3  |
| 10 m luftgevär, solo | Zalán Pekler Ungern                                              | 15     | István Péni Ungern                                      | 12     | Victor Lindgren Sverige                                     | 15 (14) |
| 10 m luftgevär, trio | Norge Ole Martin Halvorsen Jon-Hermann Hegg Henrik Larsen        | 17     | Tjeckien Aleš Entrichel Filip Nepejchal Jiří Přívratský | 15     | Ungern Soma Hammerl Zalán Pekler István Péni                | 17 (9)  |
| Damer                |                                                                  |        |                                                         |        |                                                             |         |
| 10 m luftgevär       | Laura Ilie Rumänien                                              | 252,3  | Audrey Gogniat Schweiz                                  | 250,9  | Aleksandra Havran Serbien                                   | 229,4   |
| 10 m luftgevär, lag  | Norge Jeanette Hegg Duestad Mari Bårdseng Løvseth Amalie Evensen | 1896,9 | Ungern Eszter Dénes Eszter Mészáros Gitta Bajos         | 1885,6 | Rumänien Laura Ilie Roxana Sidi Adriana-Roberta Teodeorescu | 1884,4  |
| 10 m luftgevär, solo | Jeanette Hegg Duestad Norge                                      | 15     | Damla Köse Turkiet                                      | 10     | Sheileen Waibel Österrike                                   | 21 (20) |
| 10 m luftgevär, trio | Norge Jeanette Hegg Duestad Amalie Evensen Mari Bårdseng Løvseth | 16     | Schweiz Audrey Gogniat Chiara Leone Muriel Züger        | 12     | Polen Izabella Dudek Julia Mikołowska Julia Piotrowska      | 16 (12) |
| Mixed                |                                                                  |        |                                                         |        |                                                             |         |
| 10 m luftgevär       | Schweiz Audrey Gogniat Jan Lochbihler                            | 17     | Serbien Aleksandra Havran Aleksa Rakonjac               | 9      | Norge Jeanette Hegg Duestad Jon-Hermann Hegg                | 16 (8)  |

#### Luftpistol
| Gren                  | Guld                                                             | Guld     | Silver                                                          | Silver   | Brons                                                       | Brons    |
| Herrar                |                                                                  |          |                                                                 |          |                                                             |          |
| 10 m luftpistol       | Juraj Tužinský Slovakien                                         | 242,5    | Pavel Schejbal Tjeckien                                         | 240,9    | Jason Solari Schweiz                                        | 217,4    |
| 10 m luftpistol, lag  | Tjeckien Pavel Schejbal Jindřich Dubový Pavel Světlík            | 1729–55x | Italien Federico Nilo Maldini Paolo Monna Matteo Mastrovalerio  | 1728–54x | Ukraina Viktor Bankin Oleh Omeltjuk Pavlo Korostylov        | 1728–50x |
| 10 m luftpistol, solo | Anton Aristarchov · AIN                                          | 15       | Yusuf Dikeç Turkiet                                             | 12       | Luca Joldea Rumänien                                        | 15 (14)  |
| 10 m luftpistol, trio | Turkiet Yusuf Dikeç İsmail Keleş Buğra Selimzade                 |          | Tjeckien Jindřich Dubový Pavel Schejbal Pavel Světlík           |          | Azerbajdzjan Elvin Astanov Vladislav Kalmikov Ruslan Lunyov | 16 (14)  |
| Damer                 |                                                                  |          |                                                                 |          |                                                             |          |
| 10 m luftpistol       | Şevval İlayda Tarhan Turkiet                                     | 240,8    | Zorana Arunović Serbien                                         | 238,7    | Miroslava Mintjeva Bulgarien                                | 216,9    |
| 10 m luftpistol, lag  | Frankrike Camille Jedrzejewski Céline Goberville Annabelle Pioch | 1723–55x | Bulgarien Miroslava Mintjeva Antoaneta Kostadinova Adiel Ilieva | 1714–48x | Turkiet Şevval İlayda Tarhan Şimal Yılmaz Esra Bozabalı     | 1711–55x |
| 10 m luftpistol, solo | Ljubov Jaskevitj · AIN                                           | 15       | Elmira Karapetian Armenien                                      | 13       | Şevval İlayda Tarhan Turkiet                                | 15 (11)  |
| 10 m luftpistol, trio | Turkiet Esra Bozabalı Şevval İlayda Tarhan Şimal Yılmaz          | 16       | Tyskland Monika Karsch Susanne Neisinger Doreen Vennekamp       | 4        | Ukraina Julija Isatjenko Viliena Bevz Olena Kostevytj       | 17 (13)  |
| Mixed                 |                                                                  |          |                                                                 |          |                                                             |          |
| 10 m luftpistol       | Turkiet Şevval İlayda Tarhan Yusuf Dikeç                         | 16       | Tjeckien Viktorie Šindlerová Pavel Schejbal                     | 14       | Serbien Zorana Arunović Damir Mikec                         | 17 (15)  |

### Juniorer

#### Luftgevär
| Gren                 | Guld                                                     | Guld   | Silver                                                        | Silver | Brons                                                       | Brons   |
| Herrar               |                                                          |        |                                                               |        |                                                             |         |
| 10 m luftgevär       | Aleksa Rakonjac Serbien                                  | 249,8  | Patrick Entner Österrike                                      | 248,4  | Tommasco Roberto Italien                                    | 226,9   |
| 10 m luftgevär, lag  | Italien Luca Sbarbati Tommasco Roberto Edoardo Branchini | 1877,3 | Ukraina Ivan Tkalenko Danylo Hrynyk Oleksii Viatchin          | 1874,7 | Österrike Patrick Entner Kiano Waibel Johannes Kuen         | 1870,1  |
| 10 m luftgevär, solo | Jesper Johansson Sverige                                 | 15     | Florian Reinhard Beer Tyskland                                | 9      | Stefan Agović Serbien                                       | 15 (12) |
| 10 m luftgevär, trio | Kroatien Darko Tomašević Luka Jambreuš Toma Tadić        | 16     | Tyskland Alexander Karl Luis Eichenseer Florian Reinhard Beer | 14     | Ukraina Ivan Tkalenko Danylo Hrynyk Oleksii Viatchin        | 16 (2)  |
| Damer                |                                                          |        |                                                               |        |                                                             |         |
| 10 m luftgevär       | Theresa Schnell Tyskland                                 | 251,4  | Emely Jäggi Schweiz                                           | 251,2  | Pernille Nor-Woll Norge                                     | 229,1   |
| 10 m luftgevär, lag  | Tyskland Theresa Schnell Alyssa Ott Xenia Mund           | 1883,5 | Polen Maja Gawenda Wilhelmina Wośkowiak Dominika Skarupska    | 1880,9 | Serbien Anastasija Živković Iva Rakonjac Ljiljana Cvetković | 1879,4  |
| 10 m luftgevär, solo | Elif Berfin Altun Turkiet                                | 15     | Réka Toma Ungern                                              | 12     | Anastasija Živković Serbien                                 | 15 (8)  |
| 10 m luftgevär, trio | Norge Pernille Nor-Woll Andrea Meldal Moen Synnøve Berg  | 16     | Ukraina Kristina Ostapenko Sofiia Mykhailiuk Mariia Stashko   | 10     | Tyskland Theresa Schnell Alyssa Ott Xenia Mund              | 15 (12) |
| Mixed                |                                                          |        |                                                               |        |                                                             |         |
| 10 m luftgevär       | Frankrike Manon Herbulot Romain Aufrère                  | 16     | Tyskland Theresa Schnell Florian Reinhard Beer                | 8      | Norge Pernille Nor-Woll Jens Olsrud Østli                   | 17 (9)  |

#### Luftpistol
| Gren                  | Guld                                                                 | Guld          | Silver                                               | Silver   | Brons                                                                | Brons    |
| Herrar                |                                                                      |               |                                                      |          |                                                                      |          |
| 10 m luftpistol       | Mikalai Yakuta · AIN                                                 | 240,4         | Maksym Himon Ukraina                                 | 238,3    | Luca Joldea Rumänien                                                 | 219,1    |
| 10 m luftpistol, lag  | Italien Francesco Rutigliani Liang Xi Savorani Gabriele Aldo Villani | 1716–47x      | Ukraina Maksym Himon Maksym Kaminskyy Ivan Martynov  | 1708–41x | Rumänien Levente Mátyás Bucsias Luca Joldea Constantin-Daniel Feraru | 1706–52x |
| 10 m luftpistol, solo | Tunahan Tatoğlu Turkiet                                              | 15            | Luca Joldea Rumänien                                 | 14       | Ákos Károly Nagy Ungern                                              | 15 (11)  |
| Damer                 |                                                                      |               |                                                      |          |                                                                      |          |
| 10 m luftpistol       | İlayda Nur Çürük Turkiet                                             | 235,0         | Aliaksandra Piatrova · AIN                           | 233.2    | Mariam Abramishvili Georgien                                         | 212,1    |
| 10 m luftpistol, lag  | Georgien Mariam Abramishvili Mariami Marshava Mariami Prodiashvili   | 1711–41x QERJ | Turkiet İlayda Nur Çürük Gülsunar Tarhan Tuğba Bugur | 1691–43x | Lettland Alise Dvarišķe Kristiāna Agule Liva Krumina                 | 1686–39x |
| 10 m luftpistol, solo | Mariam Abramishvili Georgien                                         | 15            | Aliaksandra Piatrova · AIN                           | 14       | Lana Špirelja Kroatien                                               | 15 (12)  |
| Mixed                 |                                                                      |               |                                                      |          |                                                                      |          |
| 10 m luftpistol       | Italien Alessandra Fait Francesco Rutigliani                         | 17            | Serbien Marta Novović Marko Ninković                 | 9        | Ukraina Yuliia Isachenko Maksym Himon                                | 16 (0)   |

## Medaljtabell
| Pl.    | Nation       | Guld | Silver | Brons | Totalt |
| ------ | ------------ | ---- | ------ | ----- | ------ |
| 1      | Turkiet      | 7    | 3      | 2     | 12     |
| 2      | Norge        | 5    | 0      | 3     | 8      |
| 3      | AIN          | 3    | 3      | 0     | 6      |
| 4      | Italien      | 3    | 1      | 1     | 5      |
| 5      | Tyskland     | 2    | 4      | 1     | 7      |
| 6      | Tjeckien     | 2    | 4      | 0     | 6      |
| 7      | Georgien     | 2    | 0      | 1     | 3      |
| 8      | Frankrike    | 2    | 0      | 0     | 2      |
| 9      | Ukraina      | 1    | 4      | 4     | 9      |
| 10     | Serbien      | 1    | 3      | 5     | 9      |
| 11     | Ungern       | 1    | 3      | 2     | 6      |
| 12     | Schweiz      | 1    | 3      | 1     | 5      |
| 13     | Rumänien     | 1    | 1      | 4     | 6      |
| 14     | Kroatien     | 1    | 1      | 2     | 4      |
| 15     | Sverige      | 1    | 0      | 1     | 2      |
| 16     | Slovakien    | 1    | 0      | 0     | 1      |
| 16     | Armenien     | 1    | 0      | 0     | 1      |
| 18     | Österrike    | 0    | 1      | 3     | 4      |
| 19     | Bulgarien    | 0    | 1      | 1     | 2      |
| 20     | Polen        | 0    | 1      | 1     | 2      |
| 21     | Azerbajdzjan | 0    | 0      | 1     | 1      |
| 21     | Lettland     | 0    | 0      | 1     | 1      |
| Totalt | Totalt       | 34   | 34     | 34    | 102    |

### Seniorer
| Pl.    | Nation       | Guld | Silver | Brons | Totalt |
| ------ | ------------ | ---- | ------ | ----- | ------ |
| 1      | Turkiet      | 4    | 2      | 2     | 8      |
| 2      | Norge        | 4    | 0      | 1     | 5      |
| 3      | Tjeckien     | 2    | 4      | 0     | 6      |
| 4      | AIN          | 2    | 1      | 0     | 4      |
| 5      | Schweiz      | 1    | 2      | 1     | 4      |
| 5      | Ungern       | 1    | 2      | 1     | 4      |
| 7      | Rumänien     | 1    | 0      | 2     | 3      |
| 7      | Ukraina      | 1    | 0      | 2     | 3      |
| 9      | Slovakien    | 1    | 0      | 0     | 1      |
| 9      | Frankrike    | 1    | 0      | 0     | 1      |
| 11     | Serbien      | 0    | 2      | 2     | 4      |
| 12     | Bulgarien    | 0    | 1      | 1     | 2      |
| 12     | Kroatien     | 0    | 1      | 1     | 2      |
| 14     | Armenien     | 0    | 1      | 0     | 1      |
| 14     | Italien      | 0    | 1      | 0     | 1      |
| 14     | Tyskland     | 0    | 1      | 0     | 1      |
| 17     | Österrike    | 0    | 0      | 2     | 2      |
| 18     | Azerbajdzjan | 0    | 0      | 1     | 1      |
| 18     | Polen        | 0    | 0      | 1     | 1      |
| 18     | Sverige      | 0    | 0      | 1     | 1      |
| Totalt | Totalt       | 18   | 18     | 18    | 54     |

### Juniorer
| Pl.    | Nation    | Guld | Silver | Brons | Totalt |
| ------ | --------- | ---- | ------ | ----- | ------ |
| 1      | Turkiet   | 3    | 1      | 0     | 4      |
| 2      | Italien   | 3    | 0      | 1     | 4      |
| 3      | Tyskland  | 2    | 3      | 1     | 6      |
| 4      | Georgien  | 2    | 0      | 1     | 3      |
| 5      | AIN       | 1    | 2      | 0     | 3      |
| 6      | Serbien   | 1    | 1      | 3     | 5      |
| 7      | Norge     | 1    | 0      | 2     | 3      |
| 8      | Kroatien  | 1    | 0      | 1     | 2      |
| 9      | Sverige   | 1    | 0      | 0     | 1      |
| 9      | Frankrike | 1    | 0      | 0     | 1      |
| 11     | Ukraina   | 0    | 4      | 2     | 6      |
| 12     | Rumänien  | 0    | 1      | 2     | 3      |
| 13     | Österrike | 0    | 1      | 1     | 2      |
| 13     | Ungern    | 0    | 1      | 1     | 2      |
| 15     | Schweiz   | 0    | 1      | 0     | 1      |
| 15     | Polen     | 0    | 1      | 0     | 1      |
| 17     | Lettland  | 0    | 0      | 1     | 1      |
| Totalt | Totalt    | 16   | 16     | 16    | 48     |